# Formazioni di Superliga serba di pallavolo femminile 2011-2012
Formazioni delle squadre di pallavolo partecipanti alla stagione 2011-2012 del campionato di Superliga serba.

## Dinamo Pančevo
| N° | Nome                    | Ruolo | Data di nascita   | Nazionalità          |
| -- | ----------------------- | ----- | ----------------- | -------------------- |
| -  | Aleksandar Vladisavljev | All   | -                 | Serbia               |
| 1  | Lana Dabić              | P     | 9 luglio 1992     | Serbia               |
| 3  | Jelena Petrov           | L     | 24 settembre 1991 | Serbia               |
| 4  | Jelena Cvijović         | S     | 30 settembre 1992 | Montenegro           |
| 5  | Vesna Sekulić           | S/O   | 6 febbraio 1992   | Serbia               |
| 6  | Katarina Stepanović     | S     | 6 giugno 1993     | Serbia               |
| 7  | Sanja Trivunović        | S     | 29 marzo 1990     | Serbia               |
| 8  | Milica Bezarević        | S     | 27 dicembre 1991  | Serbia               |
| 9  | Nataša Božić            | P     | 25 gennaio 1996   | Serbia               |
| 10 | Ana Kokanović           | S     | 12 dicembre 1986  | Serbia               |
| 11 | Ana Možgon              | L     | 25 agosto 1984    | Serbia               |
| 12 | Tanja Sredić            | C     | 11 ottobre 1991   | Serbia               |
| 13 | Dajana Bošković         | S/O   | 11 aprile 1994    | Bosnia ed Erzegovina |
| 14 | Aleksandra Vladisavljev | S     | 22 dicembre 1994  | Serbia               |
| 15 | Dragana Marković        | S     | 9 luglio 1995     | Serbia               |
| 17 | Aleksandra Jocić        | S/O   | 23 aprile 1992    | Serbia               |

## Jedinstvo Užice
| N° | Nome                 | Ruolo | Data di nascita   | Nazionalità |
| -- | -------------------- | ----- | ----------------- | ----------- |
| -  | Saša Nedeljković     | All   | -                 | Serbia      |
| 1  | Marija Dumanjić      | S     | 1996              | Serbia      |
| 2  | Slavica Tripković    | S     | 1996              | Serbia      |
| 3  | Miljana Trivunić     | S     | 25 aprile 1986    | Serbia      |
| 4  | Tina Sekulić         | P     | 1995              | Serbia      |
| 6  | Jelena Jelisavčić    | C     | 1º marzo 1994     | Serbia      |
| 7  | Aleksandra Spasenić  | L     | 13 luglio 1995    | Serbia      |
| 8  | Maja Aleksić         | C     | 1º febbraio 1997  | Serbia      |
| 9  | Anica Kutlešić       | C     | 4 aprile 1996     | Serbia      |
| 10 | Bojana Marjanović    | C     | 27 settembre 1980 | Serbia      |
| 11 | Kristina Češljar     | P     | 11 luglio 1985    | Serbia      |
| 12 | Milica Radović       | S     | 25 aprile 1992    | Serbia      |
| 13 | Laura Tikvicki       | S/O   | 7 luglio 1981     | Serbia      |
| 14 | Aleksandra Avramović | C     | 3 luglio 1982     | Serbia      |
| 15 | Aleksandra Terzić    | S/O   | 10 luglio 1988    | Serbia      |

## Kolubara
| N° | Nome                 | Ruolo | Data di nascita   | Nazionalità |
| -- | -------------------- | ----- | ----------------- | ----------- |
| -  | Tatjana Bošković     | All   | -                 | Serbia      |
| 1  | Ivana Jakovljević    | L     | 1989              | Serbia      |
| 2  | Nada Mitrović        | S     | 22 ottobre 1994   | Serbia      |
| 3  | Aleksandra Gajić     | C     | 3 agosto 1993     | Serbia      |
| 4  | Anđela Stojković     | C     | 29 novembre 1993  | Serbia      |
| 5  | Kristina Mitrović    | S     | 23 settembre 1992 | Serbia      |
| 6  | Vesna Sredojević     | L     | 1993              | Serbia      |
| 7  | Marija Vićentijević  | S     | 17 gennaio 1997   | Serbia      |
| 8  | Ana Stevanov         | S/O   | 11 febbraio 1983  | Serbia      |
| 9  | Nataša Raković       | P     | 1993              | Serbia      |
| 10 | Ana Mijaljević       | C     | 23 gennaio 1997   | Serbia      |
| 11 | Tanja Grbić          | P     | 19 luglio 1988    | Serbia      |
| 12 | Suzana Biševac       | S     | 1981              | Serbia      |
| 15 | Mina Anđelković      | P     | 31 dicembre 1998  | Serbia      |
| 16 | Katarina Vukomanović | L     | 26 ottobre 1990   | Serbia      |
| 17 | Anita Zlatić         | S     | 1º agosto 1990    | Serbia      |
| 18 | Maja Atanasijević    | C     | 30 luglio 1993    | Serbia      |

## Radnički Belgrado
| N° | Nome                           | Ruolo | Data di nascita  | Nazionalità |
| -- | ------------------------------ | ----- | ---------------- | ----------- |
| -  | Dejan Desnica Ivan Radivojević | All   | 24 agosto 1975 - | Serbia      |
| 1  | Sonja Vasović                  | S/O   | 19 marzo 1994    | Serbia      |
| 2  | Ivana Kostić                   | C     | 25 aprile 1994   | Serbia      |
| 3  | Olivera Kostić                 | S/O   | 9 dicembre 1991  | Serbia      |
| 4  | Milena Matić                   | L     | 13 aprile 1992   | Serbia      |
| 5  | Tijana Acimović                | S     | 15 aprile 1993   | Serbia      |
| 6  | Aleksandra Jegdić              | L     | 9 ottobre 1994   | Serbia      |
| 7  | Jelena Raković                 | P     | 10 gennaio 1993  | Serbia      |
| 8  | Nevena Katić                   | P     | 29 dicembre 1992 | Serbia      |
| 10 | Milica Misojcić                | C     | 3 gennaio 1991   | Serbia      |
| 12 | Aleksandra Stepanović          | L     | 1º febbraio 1994 | Serbia      |
| 13 | Ivana Radonjić                 | S     | 2 ottobre 1991   | Serbia      |
| 14 | Nataša Savović                 | S     | 11 febbraio 1994 | Serbia      |
| 15 | Tijana Mićević                 | S/O   | 23 marzo 1994    | Serbia      |
| 18 | Katarina Simić                 | S     | 14 febbraio 1994 | Serbia      |

## Spartak Subotica
| N° | Nome                  | Ruolo | Data di nascita   | Nazionalità |
| -- | --------------------- | ----- | ----------------- | ----------- |
| -  | Damir Petković        | All   | -                 | Serbia      |
| 1  | Bojana Faćol          | P     | 6 luglio 1993     | Serbia      |
| 3  | Sanja Memišević       | L     | 8 dicembre 1989   | Serbia      |
| 4  | Jelena Trnić          | C     | 29 agosto 1995    | Serbia      |
| 5  | Aleksandra Cvetićanin | S     | 5 aprile 1993     | Serbia      |
| 7  | Adela Helić           | S/O   | 24 febbraio 1990  | Serbia      |
| 11 | Jelena Vujčin         | S/O   | 13 novembre 1995  | Serbia      |
| 10 | Danica Radenković     | P     | 9 ottobre 1992    | Serbia      |
| 11 | Katarina Radenković   | C     | 1992              | Serbia      |
| 12 | Tatjana Matić         | S     | 21 marzo 1989     | Serbia      |
| 14 | Jelena Oluić          | S     | 15 gennaio 1994   | Serbia      |
| 15 | Ivana Mrdak           | C     | 15 settembre 1993 | Serbia      |
| 16 | Dragana Matić         | L     | 16 dicembre 1992  | Serbia      |

## Stella Rossa
| N° | Nome              | Ruolo | Data di nascita   | Nazionalità |
| -- | ----------------- | ----- | ----------------- | ----------- |
| -  | Ratko Pavličević  | All   | -                 | Serbia      |
| 1  | Jadranka Budrović | C     | 5 maggio 1992     | Serbia      |
| 3  | Katarina Čanak    | C     | 18 agosto 1995    | Serbia      |
| 4  | Tamara Rakić      | S     | 22 settembre 1987 | Serbia      |
| 5  | Mina Popović      | C     | 16 settembre 1994 | Serbia      |
| 6  | Maja Simić        | P     | 18 aprile 1995    | Serbia      |
| 8  | Bojana Radulović  | P     | 3 gennaio 1984    | Serbia      |
| 9  | Teodora Pušić     | L     | 12 marzo 1993     | Serbia      |
| 10 | Jelena Medarević  | P     | 24 luglio 1992    | Serbia      |
| 11 | Ana Bjelica       | S     | 3 aprile 1992     | Serbia      |
| 12 | Milica Kubura     | S     | 20 marzo 1995     | Serbia      |
| 13 | Mina Tomić        | S     | 13 maggio 1994    | Serbia      |
| 15 | Ljubica Kecman    | S     | 10 dicembre 1993  | Serbia      |
| 16 | Marta Valčić      | L     | 19 luglio 1984    | Serbia      |
| 17 | Nikolina Lukić    | S     | 18 agosto 1994    | Serbia      |
| 18 | Jovana Stevanović | C     | 30 giugno 1992    | Serbia      |

## TENT
| N° | Nome               | Ruolo | Data di nascita   | Nazionalità |
| -- | ------------------ | ----- | ----------------- | ----------- |
| -  | Nikola Jerković    | All   | -                 | Serbia      |
| 1  | Marija Jelić       | S     | 16 aprile 1987    | Serbia      |
| 3  | Marija Mihajlović  | L     | 10 maggio 1992    | Serbia      |
| 4  | Marina Žunić       | S/O   | 4 gennaio 1988    | Serbia      |
| 5  | Ivana Milanović    | L     | 22 giugno 1990    | Serbia      |
| 6  | Bojana Marković    | S     | 20 giugno 1990    | Serbia      |
| 7  | Gorica Perišić     | P     | 1990              | Serbia      |
| 8  | Jelena Vignjević   | P     | 7 giugno 1996     | Serbia      |
| 10 | Danijela Andrić    | C     | 13 dicembre 1988  | Serbia      |
| 11 | Antonina Pilipović | S     | 2 aprile 1993     | Serbia      |
| 11 | Antonina Pilipović | S     | 2 aprile 1993     | Serbia      |
| 12 | Jelena Dugić       | S     | 25 ottobre 1993   | Serbia      |
| 14 | Sonja Puzović      | C     | 24 novembre 1984  | Serbia      |
| 15 | Marina Tešanović   | C     | 23 settembre 1985 | Serbia      |

## Varadin
| N° | Nome                | Ruolo | Data di nascita  | Nazionalità |
| -- | ------------------- | ----- | ---------------- | ----------- |
| -  | Jovo Caković        | All   |                  | Serbia      |
| 1  | Maja Malčić         | S/O   | 27 maggio 1987   | Serbia      |
| 2  | Vanja Radanović     | C     | 23 febbraio 1986 | Serbia      |
| 4  | Snežana Jovičić     | C     | 16 gennaio 1993  | Serbia      |
| 5  | Nevena Iričanin     | S     | 27 maggio 1989   | Serbia      |
| 6  | Jelena Račić        | S     | 15 febbraio 1989 | Serbia      |
| 8  | Maja Babić          | S/O   | 15 febbraio 1994 | Serbia      |
| 9  | Dragana Divac       | P     | 12 febbraio 1992 | Serbia      |
| 10 | Danijela Perišić    | P     | 2 febbraio 1989  | Serbia      |
| 11 | Jelena Stanimirovic | S     | 7 agosto 1992    | Serbia      |
| 14 | Jovana Jovičić      | S/O   | 20 luglio 1994   | Serbia      |
| 15 | Željka Pušonja      | L     | 7 febbraio 1994  | Serbia      |
| 16 | Maja Kondić         | C     | 17 maggio 1994   | Serbia      |
| 18 | Galjak Danica       | L     | 23 agosto 1993   | Serbia      |

## Vizura
| N° | Nome                 | Ruolo | Data di nascita  | Nazionalità |
| -- | -------------------- | ----- | ---------------- | ----------- |
| -  | Željko Šćepanović    | All   |                  | Serbia      |
| 1  | Kristina Đurić       | P     | 8 ottobre 1990   | Serbia      |
| 2  | Katarina Petrović    | C     | 1º febbraio 1996 | Serbia      |
| 3  | Jelena Lazić         | L     | 8 marzo 1995     | Serbia      |
| 4  | Ana Lazarević        | S     | 4 luglio 1991    | Serbia      |
| 5  | Maja Savić           | C     | 14 agosto 1993   | Serbia      |
| 6  | Sonja Vukosavljević  | C     | 23 luglio 1995   | Serbia      |
| 7  | Katarina Vukomanović | L     | 26 ottobre 1990  | Serbia      |
| 8  | Ljiljana Ranković    | S     | 8 aprile 1993    | Serbia      |
| 9  | Danijela Nikić       | C     | 6 febbraio 1987  | Serbia      |
| 10 | Nataša Čikiriz       | S     | 26 giugno 1995   | Serbia      |
| 11 | Ana Nikolić          | P     | 11 luglio 1991   | Serbia      |
| 12 | Bianka Buša          | S     | 25 luglio 1994   | Serbia      |
| 13 | Slađana Mirković     | P     | 7 ottobre 1995   | Serbia      |
| 14 | Vanja Matić          | C     | 4 marzo 1990     | Serbia      |
| 15 | Ana Radojičić        | S     | 18 gennaio 1992  | Serbia      |
| 17 | Sara Klisura         | S     | 15 luglio 1992   | Serbia      |
| 18 | Tijana Bošković      | S     | 8 marzo 1987     | Serbia      |

## Vojvodina
| N° | Nome                 | Ruolo | Data di nascita   | Nazionalità |
| -- | -------------------- | ----- | ----------------- | ----------- |
| -  | Uglješa Šegrt        | All   |                   | Serbia      |
| 1  | Marija Vujnović      | S     | 11 maggio 1997    | Serbia      |
| 2  | Ivana Purić          | C     | 22 settembre 1996 | Serbia      |
| 3  | Kristina Ranković    | S     | 11 aprile 1993    | Serbia      |
| 4  | Bojana Mitrović      | S/O   | 16 ottobre 1994   | Serbia      |
| 6  | Dunja Šobot          | S/O   | 24 dicembre 1995  | Serbia      |
| 7  | Zvezdana Klašnjić    | P     | 11 gennaio 1994   | Serbia      |
| 8  | Marina Jovanović     | S     | 5 giugno 1994     | Serbia      |
| 9  | Mina Grguri          | C     | 9 febbraio 1994   | Serbia      |
| 10 | Sonja Klisura        | S/O   | 30 giugno 1989    | Serbia      |
| 11 | Sonja Šobot          | S     | 18 settembre 1993 | Serbia      |
| 12 | Jelena Bajat         | S     | 16 maggio 1994    | Serbia      |
| 14 | Emilija Atanasijević | P     | 10 agosto 1994    | Serbia      |
| 15 | Aleksandra Gligorić  | C     | 10 marzo 1995     | Serbia      |
| 16 | Jelena Stanarević    | L     | 28 luglio 1995    | Serbia      |
| 17 | Anđela Reljić        | L     | 11 maggio 1993    | Serbia      |